# Витично
Витично (або Витична, Витвично, пол. Wytyczno) — село в Польщі, у гміні Уршулін Володавського повіту Люблінського воєводства. Населення — 533 особи (2011).

## Історія
1534 року вперше згадується православна церква в селі.
За даними етнографічної експедиції 1869—1870 років під керівництвом Павла Чубинського, у селі переважно проживали греко-католики, які розмовляли українською мовою. 1872 року місцева греко-католицька парафія налічувала 518 вірян.
У липні-серпні 1938 року польська влада в рамках великої акції руйнування українських храмів на Холмщині і Підляшші знищила місцеву православну церкву.
У 1975—1998 роках село належало до Холмського воєводства.

## Населення
Демографічна структура станом на 31 березня 2011 року:
|          | Загалом | Допрацездатний вік | Працездатний вік | Постпрацездатний вік |
| -------- | ------- | ------------------ | ---------------- | -------------------- |
| Чоловіки | 254     | 45                 | 173              | 36                   |
| Жінки    | 279     | 49                 | 156              | 74                   |
| Разом    | 533     | 94                 | 329              | 110                  |